# Formation artistique au cœur de l'éducation
Pour les articles homonymes, voir FACE.
F.A.C.E. (en français, Formation Artistique au Cœur de l'Éducation et en anglais, Fine Arts Core Education) est une école québécoise publique à vocation artistique offrant des cours à partir du primaire (maternelle) jusqu'à la 5e secondaire. FACE est une école d'art, c'est-à-dire qu'elle offre une formation en arts plastiques, en arts dramatiques, ainsi qu'en musique vocale et instrumentale.

## Histoire
Cette école est située en plein cœur du centre-ville de Montréal. Fondée en 1975, elle s'installe dans les locaux de l'ancienne High School of Montreal, construite en 1914. Les architectes-concepteurs sont les frères Maxwell.

## Particularités
Il s'agit d'une des rares écoles de Montréal à ne pas être une école de quartier.
Autre fait rare, elle appartient à la fois au Centre de services scolaire de Montréal (CSSDM) et à la Commission scolaire English-Montréal (CSEM). Elle accueille donc des élèves francophones et anglophones, qui reçoivent leur éducation dans leur langue maternelle et sont réunis pour les cours de musique ainsi que les activités parascolaires. Cette situation relève d'une entente spéciale avec le gouvernement provincial, car il n'est normalement pas possible de mélanger des élèves de deux différentes commissions scolaires.
L'école s'est bien classée au palmarès des écoles secondaires de la revue L'Actualité, et se distingue par l'absence d'examen d'admission ou d'autre critère de sélection. Auparavant, les premiers élèves inscrits étaient sélectionnés, si bien que des parents sont allés jusqu'à passer plusieurs nuits devant l'école pour assurer une place à leur enfant. Depuis octobre 2008, la sélection des élèves se fait par tirage au sort.

## Programme
Dès la maternelle, l'élève intègre quatre périodes de musique de 50 minutes chaque semaine; trois seront consacrées à l'instrumentarium du Orff-Schulwerk et à la flûte à bec, une au chant choral. En quatrième année, on propose aux élèves d'apprendre un instrument d'orchestre : violon, flûte traversière, cuivres, clarinette, etc. À la fin de l'année (quatrième année), les professeurs choisissent quel instrument jouera l'enfant en fonction de ses aptitudes. Si l'enfant a déjà amorcé l'étude d'un instrument à la maison, il choisira un deuxième instrument, afin d'élargir ses horizons. Chaque session, chacun des 1500 élèves de l'institution doit participer à un concert instrumental (ensemble de flûtes, concert d'orchestre, harmonie, etc.), une prestation chorale, une pièce de théâtre (une dizaine de pièces, incluant quelques comédies musicales, sont montées chaque année) et un vernissage (sculpture, photographie, peinture, dessins, etc). La formation artistique et académique a pour but de former des étudiants ouverts et autonomes.
En début de la 2e secondaire, les professeurs créent deux groupes d'orchestres, un avancé et un débutant.
En 5e secondaire, les élèves ont le choix des cours à options.
Les élèves peuvent aussi faire partie de la L.I.F (Ligue d'improvisation de F.A.C.E)

## Fondation FACE
La Fondation FACE est une fondation à but non lucratif qui a pour objectif de maintenir, soutenir et enrichir le programme beaux-arts de l'école et toutes les activités qui visent à améliorer la qualité de vie des élèves.

## Anecdotes
Plusieurs films ont été tournés à FACE, dont les scènes extérieures du clip de College Boy, chanson du groupe français Indochine sortie en 2013 et qui dénonce le harcèlement scolaire. Ce clip a été tourné par Xavier Dolan.